# 60 (număr)
60 (șaizeci) este numărul natural care urmează după 59 și este urmat de 61.

## În matematică
- Este un număr compus, având divizorii: 1, 2, 3, 4, 5, 6, 10, 12, 15, 20, 30 și 60,[1] unul extrem compus[2][3] și unul extrem compus superior[2][4].
- Este un număr abundent.[5][6]
- Este un număr superabundent[7][8]
- Este cel mai mic număr care este divizibil cu toate numerele naturale consecutive de la 1 la 6. Este cel mai mic număr cu exact 12 divizori.
- Este un număr harshad în bazele 2–7 9–13, 15–17, 19–21, 23, 25, 26, 28–31, 41, 46, 49, 51 și în toate bazele mai mari de 54.[9][10]
- Este un număr practic.[11][12]
- Este un număr semiperfect, deoarece se obține ca suma unora dintre divizorii săi proprii.[13]
- Este un număr Størmer.[14][15]
- Este un număr 21-gonal.[16][17]
- Este un număr piramidal heptagonal.[18]
- Este suma unei perechi de numere prime gemene (60 = 29 + 31) și suma a patru numere prime consecutive (60 = 11 + 13 + 17 + 19). Se află între o pereche de prime gemene (59 și 61). Este cel mai mic număr care poate fi exprimat ca suma dintre două prime în șase moduri.[19]
- Este un număr refactorabil, deoarece este divizibil cu 12, numărul său de divizori.[20]
- Este un număr rotund.[21][22]
- Este un număr extrem compus.[23]

## În știință
- Este numărul atomic al neodimului.[24]
- Este numărul de secunde dintr-un minut și numărul de minute dintr-o oră.

## În astronomie
- NGC 60 este o galaxie spirală în constelația Peștii.
- Messier 60 este o galaxie eliptică din constelația Fecioara.
- 60 Echo, un asteroid din centura principală.

## În alte domenii
- La 60 de ani de căsătorie se sărbătorește nunta de ametist.[25]
- Este codul de țară UIC al Irlandei.[26]